# Feredayia
Feredayia är ett släkte av fjärilar. Feredayia ingår i familjen nattflyn.
Kladogram enligt Catalogue of Life:
| Feredayia | \| \| Feredayia grammosa \| \| \| \| \| \| Feredayia vigens \| \| \| \| |
|           | \| \| Feredayia grammosa \| \| \| \| \| \| Feredayia vigens \| \| \| \| |
|           | Feredayia grammosa                                                      |
|           |                                                                         |
|           | Feredayia vigens                                                        |
|           |                                                                         |